# Den vita massajen
Den vita massajen (tyska: Die weiße Massai) är en självbiografisk roman från 1998 av Corinne Hofmann, som kom ut på svenska år 2000. Boken fick två uppföljare, Den vita massajens dotter (Zurück aus Afrika, 2003, på svenska 2004) och Resan tillbaka till den vita massajen (Wiedersehen in Barsaloi, 2005, på svenska 2006). Den har även filmatiserats av den tyska regissören Hermine Huntgeburth 2005.

## Handling
Romanen handlar om en ung kvinna från Schweiz som, efter att hon varit på semester med sin dåvarande pojkvän och förälskat sig i en lokal man, Lketinga, flyttar till Kenya för att bo ute i vildmarken tillsammans med honom. Det centrala temat i boken kretsar kring hur Corinne överger sitt etablerade liv i Schweiz för att flytta och leva tillsammans med en man hon över huvud taget inte känner; de talar inte samma språk, kommer från helt olika kulturer, men ändå blir Corinne hejdlöst förälskad i honom. Som exempel på deras olika kulturbakgrund kan nämnas att när Corinne vill kyssa Lktinga blir denne äcklad, då detta är ett främmande och okänt beteende i massajsamhället.